# Вільгельм Гавер
Вільгельм Гавер (нім. Wilhelm Gauer; нар. 23 вересня 1895, Августдорф — ?) — поручник 2-го полку 1-ї бригади УСС УГА. 

## Життєпис

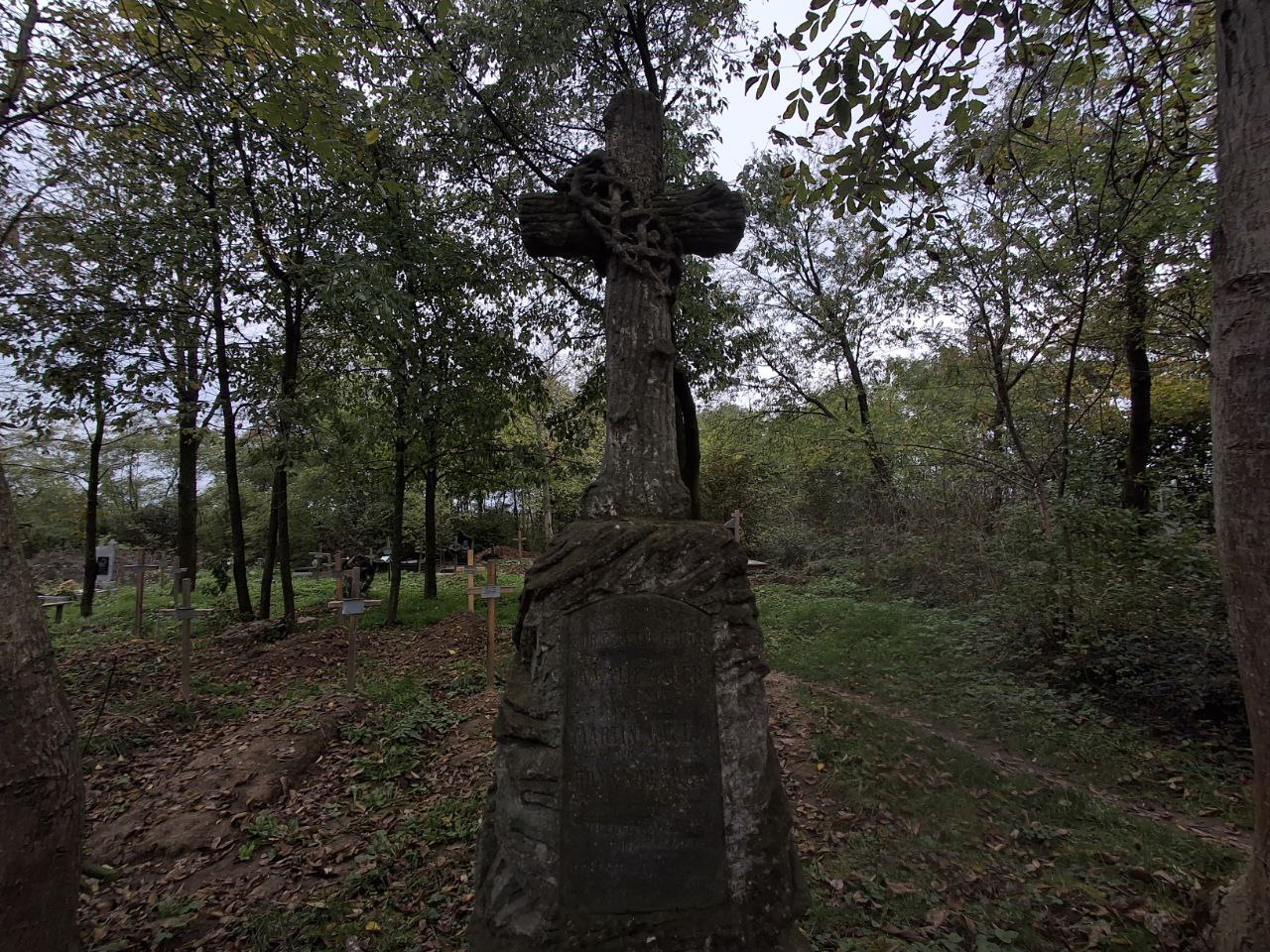
Могила Гаверів на Августдорфі, 2024.

Етнічний німець, уродженець німецької колонії Августдорф на території міста Снятин.  
Походив з рільничої родини. В 1907-1915 рр. навчався в Православному чоловічому ліцеї в м. Чернівці (нім. Die griechisch-orientalische Oberrealschule in Czernowitz). У звіті цього ж навчального закладу за шкільний 1907/1908 рр., В. Гавер згадується як учень 1-Б класу цієї 8-ї гімназії . В наш час це Чернівецький філософсько-правовий ліцей № 2 Чернівецької міської ради.  
В ранзі унтер-офіцера, а пізніше і офіцера служив на Східному фронті Першої світової війни в Галичині в лавах Австро-угорської армії. 
Схвально зустрів події Листопадового Чину і процеси довкола створення Української Галицької армії. До УГА добровільно долучився 1 лютого 1919 року.   
1 березня 1919 року четар 2-го полку УСС УГА Вільгельм Гавер був підвищений у званні до поручника.   
Під час травневого наступу Армії Галлера потрапив у полон, перебував у таборі для полонених в Стшалкові. Доля після 1920 р. невідома .